# جورج إل. بانكس
جورج إل. بانكس (بالإنجليزية: George L. Banks)‏ هو جندي أمريكي، ولد في 13 أكتوبر 1839 في مقاطعة ليك في الولايات المتحدة، وتوفي في 20 أغسطس 1924.